# 普鲁瓦
普鲁瓦（法語：Proix，法語發音：[pʁwa]）是法国上法蘭西大區埃纳省的一个市镇，属于韦尔万区。

## 地理
普鲁瓦（49°54'0"N, 3°34'1"E）面积3.45 平方千米，位于法国上法蘭西大區埃纳省，该省份为法国北部内陆省份，北起北部省，西接索姆省和瓦兹省，东临阿登省和马恩省，西南至塞纳-马恩省，东北部与比利时接壤。
与普鲁瓦接壤的市镇（或旧市镇、城区）包括：吉斯、马基尼、努瓦亚勒、瓦当库尔。

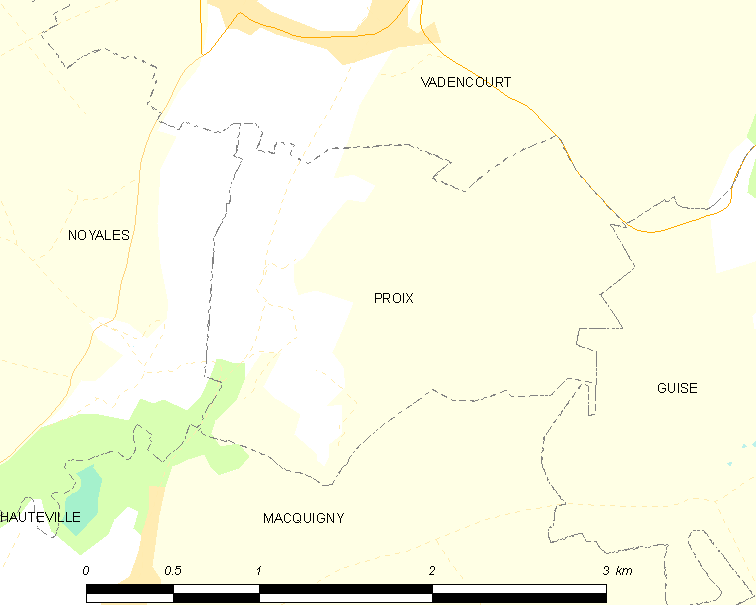
普鲁瓦的OSM定位图

普鲁瓦的时区为UTC+01:00、UTC+02:00（夏令时）。

## 行政
普鲁瓦的邮政编码为02120，INSEE市镇编码为02625。

## 政治
普鲁瓦所属的省级选区为吉斯县。

## 人口

1962-2008年间普鲁瓦人口变化图示

普鲁瓦于2022年1月1日时的人口数量为144人。